# Мещерское (деревня, Московская область)
Мещерское — деревня в Чеховском районе Московской области, в составе муниципального образования сельское поселение Любучанское (до 29 ноября 2006 года входила в состав Любучанского сельского округа).

## Население
| 2002 | 2006 | 2010 |
| ---- | ---- | ---- |
| 66   | ↘33  | ↗76  |

## География
Мещерское расположено примерно в 21 км (по шоссе) на северо-восток от Чехова, на правом берегу реки Рожайка (правый приток реки Пахры), высота центра деревни над уровнем моря — 170 м.